# George Armistead

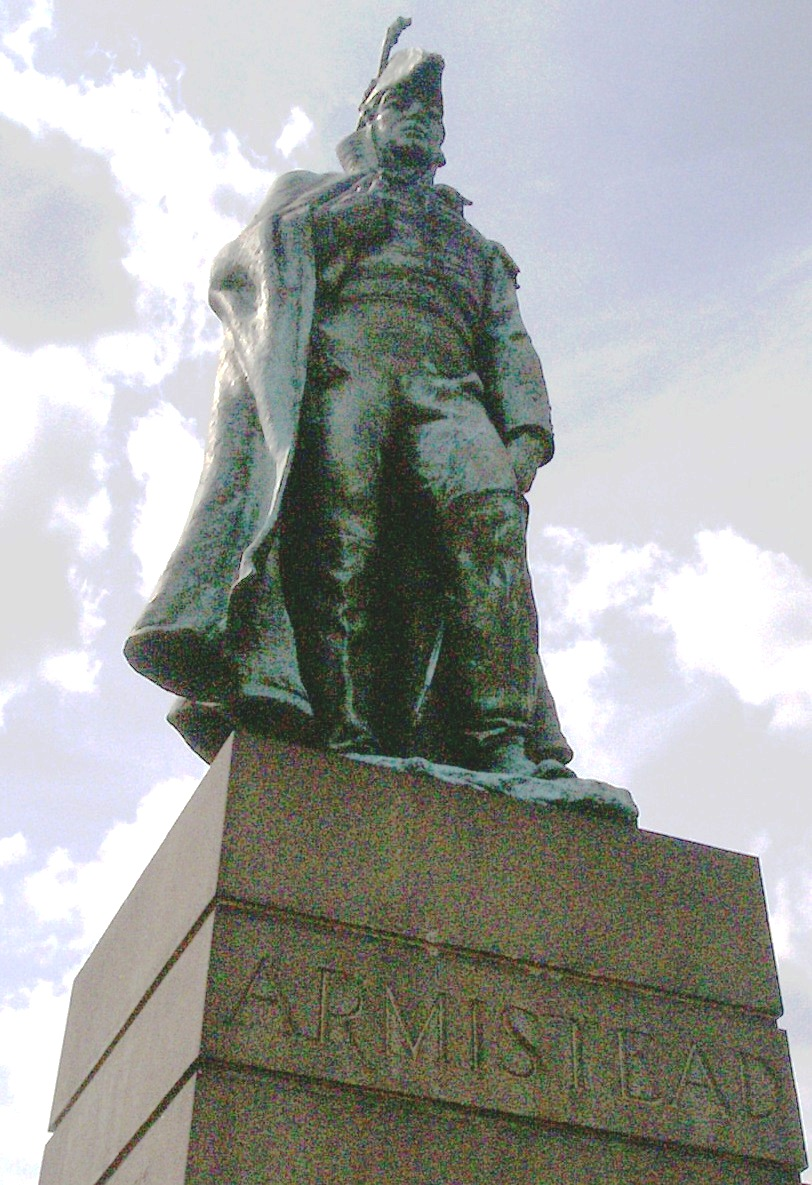
Statue von George Armistead in Baltimore

George Armistead (* 10. April 1780 in Newmarket, Caroline County, Virginia; † 25. April 1818) war Offizier der US Army, zuletzt im Rang eines Lieutenant Colonel. Er verteidigte als Kommandant im Krieg von 1812 während der Schlacht von Baltimore das Fort McHenry.
Armisteads Ahnen stammten aus Deutschland, der Familienname ist von Darmstadt abgeleitet. Er wuchs mit vier Brüdern auf, welche im Krieg alle wie er in der Armee oder einer Miliz dienten. Einer seiner Brüder war der Pionieroffizier Colonel Walker Keith Armistead, der konföderierte Brigadier General Lewis Addison Armistead war sein Neffe.
1813 ließ Armistead für Fort McHenry, dessen Kommandant er war, durch Mary Pickersgill und weitere Personen ein rund 3 × 13 m großes Banner mit 15 Sternen und 15 rot/weißen Streifen anfertigen. Die über dem Fort wehende Fahne inspirierte Francis Scott Key nach der Schlacht von Baltimore zu seinem Gedicht The Defense of Fort McHenry. Dieses Gedicht wurde später vertont zur Nationalhymne der Vereinigten Staaten, The Star-Spangled Banner.